# Клејтон (Њујорк)
Клејтон (енгл. Clayton) град је у америчкој савезној држави Њујорк.

## Демографија
По попису из 2010. године број становника је 1.978, што је 157 (8,6%) становника више него 2000. године.
| Група             | 2000.         | 2010.         |
| Белци             | 1.730 (95,0%) | 1.858 (93,9%) |
| Афроамериканци    | 23 (1,3%)     | 33 (1,7%)     |
| Азијати           | 9 (0,5%)      | 5 (0,3%)      |
| Хиспаноамериканци | 39 (2,1%)     | 57 (2,9%)     |
| Укупно            | 1.821         | 1.978         |